# Robert Napier
Robert Cornelis Napier, 1.er barón Napier de Magdala, GCB, GCSI, CIE, FRS (6 de diciembre de 1810 - 14 de enero de 1890), fue un militar británico.

## Biografía
Napier nació en Ceilán el 6 de diciembre de 1810. Se unió al Cuerpo de Ingenieros de Bengala al cumplir los 18 años y sirvió con honores en las guerras Sikh.
Posteriormente, sirvió en la frontera noroeste con Pakistán, en Peshawar y en Afganistán. También dirigió una división durante la Segunda Guerra Anglo-China.
En 1863, desempeñó durante un breve periodo de tiempo el cargo de Gobernador General de la India.
Alcanzó su mayor fama como mariscal de Campo, dirigiendo en 1868 la expedición británica a Abisinia, capital del emperador Teodoro II, para la que tuvieron que atravesar más de 640 km por terrenos montañosos. La expedición rescató a varios diplomáticos y misioneros británicos. El emperador Teodoro se suicidó al ser asaltada con éxito la fortaleza de Magdala, en la batalla de Magdala. Como medida de castigo, Napier ordenó la quema de la ciudad.
Napier recibió una pensión del Parlamento, fue nombrado caballero gran cruz de la Orden del Baño y Hombre Libre de la Ciudad de Londres, a la vez que recibió el título de barón Napier de Magdala.
Posteriormente, fue nombrado comandante en jefe de la India y sirvió como Gobernador de Gibraltar entre 1876 y 1883.
Lord Napier de Magdala murió el 14 de enero de 1890 y fue enterrado en la catedral de San Pablo de Londres.